# Norwegian Star
Die Norwegian Star ist ein Kreuzfahrtschiff der Norwegian Cruise Line (NCL), das im Jahr 2001 auf der Meyer-Werft in Papenburg fertiggestellt wurde.

## Geschichte
Ursprünglich kam der Auftrag zum Bau des Schiffes von der Reederei Star Cruises aus Singapur. Das Schiff sollte ursprünglich als Superstar Libra in Fahrt kommen. Nachdem diese Star Cruises jedoch im Jahr 2000 NCL übernommen hatte, wurde entschieden, dass ein Schiff dieser Größe besser in das NCL-Konzept passe. Daher wurde das Schiff als zunächst Norwegian Star 2 für Norwegian Cruise Line weitergebaut, letztendlich aber als Norwegian Star fertiggestellt.
Der Rohbau des Schiffes entstand im überdachten Baudock 1 der Werft, später wurde das Schiff jedoch zur Endausrüstung in das Baudock 2, dessen Halle sich noch im Bau befand, verholt. Am 2./3. Oktober 2001 wurde das Schiff über die Ems überführt. Am 31. Oktober 2001 wurde es in die sogenannte Freestylecruising-Flotte von Norwegian Cruise Line aufgenommen. Die Jungfernfahrt begann am 19. November 2001.

## Einsatzgebiete
Im Winter fährt die Norwegian Star ab Los Angeles und Miami nach Mittelamerika und durch den Panamakanal. Im Sommer fährt das Schiff ab Venedig in der Adria und Ägäis.

## Trivia
Am 14. September 2012 stieß die Norwegian Star im Hafen von Bermuda mit der Explorer of the Seas zusammen, nachdem Festmacherleinen der Norwegian Star bei starkem Wind gerissen waren. Die Norwegian Star wurde dabei leicht beschädigt. Beide Schiffe konnten ihre Reise anschließend fortsetzen.
Am 11. Dezember 2016 wurde während eines Aufenthalts in Singapur eine Beschädigung an einem der Azipods festgestellt. Aus diesem Grund konnte das Schiff nicht mit voller Geschwindigkeit fahren und einige Reisen mussten umgeroutet werden. Als Folge dessen fiel im Februar 2017 ein Azipod zwischen Australien und Neuseeland aus.
Die Norwegian Star ist ein Schwesterschiff der Norwegian Dawn und gehört zur Dawn-Klasse.